# Melophobia
Melophobia é o terceiro álbum de estúdio da banda norte-americana de rock Cage the Elephant, lançado em 8 de outubro de 2013 pela RCA Records.

## Faixas
Todas as faixas escritas e compostas por Matt Shultz. 
| CD             |                                             |         |  |
| N.º            | Título                                      | Duração |  |
| 1.             | "Spiderhead"                                | 3:42    |  |
| 2.             | "Come a Little Closer"                      | 3:49    |  |
| 3.             | "Telescope"                                 | 3:48    |  |
| 4.             | "It's Just Forever (part. Alison Mosshart)" | 3:30    |  |
| 5.             | "Take It Or Leave It"                       | 3:27    |  |
| 6.             | "Halo"                                      | 2:57    |  |
| 7.             | "Black Widow"                               | 3:07    |  |
| 8.             | "Hypocrite"                                 | 4:08    |  |
| 9.             | "Teeth"                                     | 5:27    |  |
| 10.            | "Cigarette Daydreams"                       | 3:28    |  |
| Duração total: | Duração total:                              | 37:23   |  |

## Pessoal
Cage the Elephant
- Matt Shultz - vocal
- Brad Shultz - guitarra
- Jared Champion - bateria
- Daniel Tichenor - baixo
- Lincoln Parish - guitarra

Adicional
- Jay Joyce - produtor